# 黑冠山雀
黑冠山雀（学名：Periparus rubidiventris）为山雀科山雀属的鸟类。分布于前苏联、阿富汗、巴基斯坦、尼泊尔、锡金、不丹、印度、孟加拉、缅甸以及中国大陆的陕西、甘肃、青海、新疆、四川、云南、西藏等地，一般生活于海拔2000米以上的高山林区、常活动于高山针叶林以及竹林或杜鹃等灌丛间。该物种的模式产地在尼泊尔。

## 亚种
- 黑冠山雀西南亚种（学名：Periparus rubidiventris beavani）。分布于尼泊尔、锡金、不丹、印度、缅甸以及中国大陆的陕西、甘肃、青海、四川、云南、西藏等地。该物种的模式产地在锡金的Tonglo山脉。[3]
- 黑冠山雀新疆亚种（学名：Periparus rubidiventris rufonuchalis）。分布于前苏联、阿富汗、印度以及中国大陆的新疆等地。该物种的模式产地在印度西姆拉附近的山脉。[4]